# موسی حکیمی
موسی حکیمی، ملقب به نظم‌السلطنه، یا میرپنج موسی خان نظم‌السلطنه حکیمی، از مشروطه‌خواهان و مبارزان ایرانی، در جریان نهضت مشروطیت بود. وی برادر بزرگ ابراهیم حکیمی، نخست‌وزیر ایران در عصر پهلوی و دوران پس از جنگ جهانی دوم محسوب می‌شد.

## سالهای نخست زندگی
موسی حکیمی معروف به نظم‌السلطنه، در سال ۱۲۴۳ خورشیدی در شهر تبریز به دنیا آمد. هر چند که تاریخ تولد او بر سنگ قبرش در گورستان ظهیرالدوله، ۱۲۴۸ ذکر شده‌است. وی تحصیلات مقدماتی خود را در تبریز به انجام رساند و سپس برای ادامه تحصیل به تهران آمد و وارد مدرسه دارالفنون گردید. وی در دارالفنون در رشتهٔ توپخانه تخصص گرفت و سپس وارد قزاقخانه شد. وی در قزاقخانه پس از رسیدن به درجه میرپنجی، به حاجی میرپنج شهرت داشت.
وی برای مدتی ریاست توپخانهٔ تبریز را بر عهده داشت.

## پیوستن به مبارزات مشروطه
در اوایل مشروطیت، و در حالی که همچنان درجه میرپنجی داشت، به مشروطه‌طلبان ملحق شد و در کسوت مجاهدان درآمد و در مبارزات مشروطه خواهان با مستبدین، شرکت جست.
بعد از واقعهٔ به توپ بستن مجلس، وی چندی متواری بود، تا اینکه سرانجام از ایران خارج شد و همراه با دیگر مشروطه‌خواهان که در اروپا، به مبارزات خویش ادامه می‌دادند، به فعالیت پرداخت. وی پشتیبانی از نیروهای جنبش حفظ مشروطیت را در سال ۱۲۸۸ بر عهده گرفت و در جنگ بادامک علیه محمدعلی میرزا و سالارالدوله از فرماندهان بود.

## شرکت در فتح تهران
در مبارزات منجر به فتح تهران، وی فرمانده یکی از دو لشکر نیروهای آزادی بخش محسوب می‌شد. این نیروها با نیروهای دولتی و یک هنگ قزاق روسی که از محمدعلی شاه قاجار، پشتیبانی می‌کردند، در حوالی تهران درگیر شدند و در نهایت این شهر را فتح کردند.
نیروهای آزادیبخش، در واقع از دو گروه تشکیل می‌شدند. یک گروه که نیروی شمال نامیده می‌شدند و عمدتاً مبارزان گیلان بودند و فرماندهی آن‌ها را، سپهدار تنکابنی خلعتبری بر عهده داشت و گروه دوم که از اصفهان و جنوب ایران برای فتح پایتخت عزیمت کرده بودند که فرماندهی این گروه را هم، سردار اسعد بختیاری بر عهده گرفته بود. این دو گروه در نزدیکی تهران بمنظور آزاد ساختن پایتخت به یکدیگر پیوستند.
فرماندهی یکی از دو لشکر نیروهای شمال را یپرم خان ارمنی که از حکومت مطلقه تزارها در روسیه بجان آمده بود، عهده‌دار بود و فرمانده لشکر دیگر، همین میرپنج حاج موسی خان نظم‌السلطنه حکیمی بود. اولین برخورد میان نیروهای قزاق روسی (طرفداران شاه)، با نیروهای بهم پیوستهٔ آزادیبخش شمال و جنوب در حوالی مهرآباد (جائیکه امروزه فرودگاه بین‌المللی مهرآباد قرار گرفته‌است)، رخ داد و سه روز بطول انجامید. در طی این نبرد موسی حکیمی بر اثر برخورد دو قطعهٔ خمپاره به پاهایش، از ناحیهٔ ساق هر دو پا به سختی مجروح شد و به همین دلیل تا پایان عمر، می‌لنگید. آنطور که در زندگی‌نامهٔ وی، در وبسایت خانوادگی خاندان حکیمی درج شده، وی علی‌رغم این جراحت شدید، با شجاعت خاص دست از نبرد نکشید و به جنگ با مستبدین که در نهایت به فتح تهران منجر گردید، ادامه داد.

## پس از مشروطیت
وی پس از پایان استبداد صغیر و خلع محمدعلی شاه، از جانب نخستین دولت مشروطیت به حکمرانی خمسه و زنجان منصوب شد.
موسی خان حکیمی همچنین در سال ۱۹۱۰ میلادی، به عنوان نماینده رسمی احمد شاه قاجار، آخرین پادشاه دودمان قاجاریه به لندن رفت و در تشییع جنازه ادوارد هفتم پادشاه انگلستان و ایرلند شرکت کرد.
اما از سال ۱۳۰۰ خورشیدی به بعد، عملاً کاری به وی ارجاع نشد و در نتیجه خانه‌نشین گردید. وی در این دوران هیچ نوع درآمدی نداشت و زندگی خود را به سختی می‌گذراند. در سال ۱۳۲۰، و به پاس خدمات او به مشروطیت ایران، نخست وزیر وقت، فروغی، اقداماتی به عمل آورد تا به وی حقوق بازنشستگی پرداخت شود. هر چند که این اقدامات، هیچگاه به نتیجه نرسید. وی سرانجام در سال ۱۳۲۳ خورشیدی و در سن ۷۰ سالگی، در تهران درگذشت و در گورستان ظهیرالدوله این شهر به خاک سپرده شد.